# Даксбери, Майк
Майкл Да́ксбери (англ. Michael Duxbury; родился 1 сентября 1959 года в Аккрингтоне, Ланкашир, Англия), более известный как Майк Да́ксбери (англ. Mike Duxbury) — английский футболист, выступавший на позиции крайнего правого защитника. Наиболее известен по выступлениям за «Манчестер Юнайтед» и национальную сборную Англии в 1980-е годы.

## Клубная карьера
Даксбери начал карьеру в «Эвертоне», а в 1976 году перешёл в «Манчестер Юнайтед», с которым выиграл два Кубка Англии, в 1983 и 1985 году. В 1990 году он на правах свободного агента перешёл в «Блэкберн Роверс». Его не включили в состав команды, которая выиграла Кубок Англии в этом сезоне.
После этого он выступал за гонконгский клуб «Голден» и английский «Брэдфорд Сити». В 1994 году Даксбери завершил карьеру. Он также провёл 10 матчей за сборную Англии. Во время пребывания в Гонконге он сыграл за свой клуб против сборной Англии в товарищеском матче перед Евро 1996.
После завершения карьеры игрока Даксбери занялся тренерской работой. В настоящее время он участвует в программе «M.U.S.S.» (Футбольные школы «Манчестер Юнайтед»). Он два года тренировал молодых игроков Гонконге, а сейчас работает в Дубае, где разыскивает и обучает молодых талантливых игроков с целью отбора самых лучших и направления их в Англию. Он также работал футбольным тренером в школе Болтона.

## Сборная Англии
С 1980 по 1982 годы Майк выступал за молодёжную сборную Англии, в составе которой стал чемпионом Европы. С 1983 по 1984 годы выступал за основную сборную, за которую провёл 10 матчей.

### Статистика выступлений за сборную
| Матчи Майка Даксбери за национальную сборную Англии | Матчи Майка Даксбери за национальную сборную Англии | Матчи Майка Даксбери за национальную сборную Англии | Матчи Майка Даксбери за национальную сборную Англии | Матчи Майка Даксбери за национальную сборную Англии | Матчи Майка Даксбери за национальную сборную Англии | Матчи Майка Даксбери за национальную сборную Англии |
| --------------------------------------------------- | --------------------------------------------------- | --------------------------------------------------- | --------------------------------------------------- | --------------------------------------------------- | --------------------------------------------------- | --------------------------------------------------- |
| №                                                   | Дата                                                | Соперник                                            | Счёт                                                | Голы                                                | Соревнование                                        |                                                     |
| 1                                                   | 16 ноября 1983                                      | Люксембург                                          | 4:0                                                 | -                                                   | Отборочный матч ЧЕ 1984                             |                                                     |
| 2                                                   | 29 февраля 1984                                     | Франция                                             | 0:2                                                 | -                                                   | Товарищеский матч                                   |                                                     |
| 3                                                   | 2 мая 1984                                          | Уэльс                                               | 0:1                                                 | -                                                   | Домашний чемпионат Британии                         |                                                     |
| 4                                                   | 26 мая 1984                                         | Шотландия                                           | 1:1                                                 | -                                                   | Домашний чемпионат Британии                         |                                                     |
| 5                                                   | 2 июня 1984                                         | СССР                                                | 0:2                                                 | -                                                   | Товарищеский матч                                   |                                                     |
| 6                                                   | 10 июня 1984                                        | Бразилия                                            | 2:0                                                 | -                                                   | Товарищеский матч                                   |                                                     |
| 7                                                   | 13 июня 1984                                        | Уругвай                                             | 0:2                                                 | -                                                   | Товарищеский матч                                   |                                                     |
| 8                                                   | 17 июня 1984                                        | Чили                                                | 0:0                                                 | -                                                   | Товарищеский матч                                   |                                                     |
| 9                                                   | 12 сентября 1984                                    | ГДР                                                 | 1:0                                                 | -                                                   | Товарищеский матч                                   |                                                     |
| 10                                                  | 17 октября 1984                                     | Финляндия                                           | 5:0                                                 | -                                                   | Отборочный матч ЧМ 1986                             |                                                     |

## Достижения
Манчестер Юнайтед
- Обладатель Кубка Англии (2): 1983, 1985